# Ampliotrema amplius
Ampliotrema amplius är en lavart som först beskrevs av William Nylander och fick sitt nu gällande namn av Kalb ex Kalb 2006. 
Ampliotrema amplius ingår i släktet Ampliotrema och familjen Thelotremataceae. Inga underarter finns listade i Catalogue of Life.